# Take a Chance
Take a Chance är en låt skriven av Jimmy Jansson, Karl-Frederik Reichhardt och Marcus Winther-John och producerad av Jimmy Jansson och Karl-Frederik Reichhardt, framförd av Robin Bengtsson.
Låten tävlade med startnummer 3 i den första deltävlingen av Melodifestivalen 2020 i Linköping, från vilken den kvalificerade sig direkt till finalen. Detta var den tredje låten Robin Bengtsson ställde upp med i Melodifestivalen efter att ha placerat sig på 5:e plats med "Constellation Prize" (2016), och 1:a plats med "I Can't Go On" (2017), som slutade på 5:e plats i Eurovision Song Contest 2017. Vid samtliga deltaganden har han gått direkt till final.

## Listplaceringar
| Lista (2020)                | Topplacering |
| --------------------------- | ------------ |
| Sverige (Sverigetopplistan) | 50           |